# Djimon Hounsou
Djimon Hounsou, född 24 april 1964 i Cotonou, är en beninsk-amerikansk skådespelare, dansare och fotomodell.
Hounsou kom som 13-åring till Paris och är idag verksam i USA.

## Filmografi (i urval)

### Filmer
- 1992 – Förbjudet begär - Fånge på stranden
- 1994 – Stargate - Horus
- 1997 – Amistad - Sengbe Pieh, Cinque
- 1998 – Deep Rising - Vivo
- 2000 – Gladiator - Juba
- 2002 – The Four Feathers - Abou Fatma
- 2002 – Drömmarnas land - Mateo
- 2002 – Miljonärjakten - Youssouf
- 2003 – Lara Croft Tomb Raider: The Cradle of Life - Kosa
- 2005 – Constantine - Midnite
- 2005 – The Island - Albert Laurent
- 2006 – Blood Diamond - Solomon Vandy
- 2006 – Eragon - Ajihad
- 2008 – Never Back Down - Jean Roqua
- 2009 – Push - Henry Carver
- 2010 – The Tempest - Caliban
- 2011 – Elephant White - Curtie Church
- 2011 – Special Forces - Kovax
- 2013 – Baggage Claim - Quinton Jamison
- 2014 – Draktränaren 2 - Drago Bludvist (röst)
- 2014 – Guardians of the Galaxy - Korath the Pursuer
- 2014 – Seventh Son - Radu
- 2015 – Fast & Furious 7 - Mose Jakande
- 2015 – The Vatican Tapes - Vicar Imani
- 2015 – Air - Cartwright
- 2016 – Legenden om Tarzan - Chief Mbonga
- 2017 – Same Kind of Different as Me - Denver
- 2017 – King Arthur: Legend of the Sword - Bedivere
- 2018 – Aquaman - Kung Ricou (röst)
- 2019 – Serenity - Korath
- 2019 – Captain Marvel - Korath the Pursuer
- 2019 – Shazam! - Trollkarlen
- 2019 – Charlie's Angels - Edgar "Bosley" Dessange
- 2020 – A Quiet Place Part II - Man on Island
- 2021 – The King's Man - Shola
- 2023 – Shazam! Fury of the Gods - Trollkarlen
- 2025 – Last Breath
- 2026 – Shiver

### TV-serier
- 1990 – Beverly Hills - dörrvakt på nattklubb, 1 avsnitt
- 1999 – Cityakuten - Mobalage Ikabo, 6 avsnitt
- 2003-2004 – Alias - Kazari Bomani, 3 avsnitt
- 2021 – What If...? - Korath the Pursuer (röst)

## Utmärkelser
- 1998 - Image Award - Bästa manliga huvudroll i spelfilm för Amistad
- 2003 - SDFCS Award - Bästa manliga biroll för Drömmarnas land
- 2004 - Black Reel - Bästa manliga biroll för Drömmarnas land
- 2004 - Independent Spirit Award - Bästa manliga biroll för Drömmarnas land
- 2004 - Golden Satellite Award - Bästa manliga biroll i dramafilm för Drömmarnas land
- 2004 - ShoWest Award - Årets manliga biroll
- 2006 - Sierra Award - Bästa manliga biroll för Blood Diamond
- 2006 - NBR Award - Bästa manliga biroll för Blood Diamond
- 2006 - WAFCA Award - Bästa manliga biroll för Blood Diamond
- 2007 - Black Reel - Bästa manliga biroll för Blood Diamond
- 2007 - Image Award - Bästa manliga biroll i spelfilm för Blood Diamond

Han har dessutom varit Oscarsnominerad två gånger, 2004 i kategorin bästa manliga biroll för Drömmarnas land och 2007 i samma kategori för Blood Diamond.